# In Vlaamse velden
In Vlaamse Velden ist eine 10-teilige belgische Fernsehserie, die erstmals 2014 vom VRT auf Eén ausgestrahlt wurde.  Es handelt sich um eine Produktion, die durch die Zusammenarbeit von VRT  und der Provinz Westflandern zustande kam. Seit 2019 läuft In Vlaamse Velden in einigen Ländern auch auf Netflix.
Die Serie wurde in niederländischer Sprache veröffentlicht. Unter dem Titel „In Flanders Fields“ existiert eine englisch untertitelte und unter dem Titel „Au champ d’Honneur“ eine französisch untertitelte Version von In Vlaamse Velden.
Die Dreharbeiten liefen vom 20. August bis 30. November 2012 und von Mitte März bis Mitte Juni 2013.

## Erster Weltkrieg
Die Serie, welche Fiktion und Drama verbindet, wurde anlässlich des 100. Jahrestages des Beginns des Ersten Weltkriegs produziert und ausgestrahlt.
In Vlaamse Velden handelt vom Leben eines jungen Mädchens, welches während des Ersten Weltkriegs zu einer erwachsenen Frau heranwächst.
Die realisierende belgische Produktionsfirma Menuet war unter anderem auch für weitere international bekannte Serien und Filme wie Code 37 oder Die Beschissenheit der Dinge verantwortlich.
Als Regisseur fungierte Jan Matthys, die Aufnahmen fanden größtenteils in Westhoek statt. Die Drehbücher der Serie wurden von Carl Joos, Charles De Weerdt und Geert Vermeulen geschrieben, basierend auf einer Geschichte von Mark De Geest.
Das Casting startete im November 2011. Der Fokus lag vor allem auf jungen Schauspieler, darunter auch Kindern. Ziel war es, junge Menschen anzusprechen, die bis heute zu wenig über den Ersten Weltkrieg wissen.

## Handlung
Im Mittelpunkt der Geschichte steht die Familie Boesman, mit der 15-jährigen Marie (Lize Feryn) als Protagonistin. Sie ist eine naive Teenagerin, die sich im Laufe der Serie durch ihre Kriegserfahrungen zu einer gebildeten, erwachsenen Frau entwickelt, welche an die Zukunft glaubt.
Die wirklichen Auswirkungen des Krieges werden für die Familie erst richtig spürbar, als die Deutschen ihr Haus besetzen. Unter ihnen ein junger deutscher Feldwebel, Hans-Peter Breitlinger (Sven Mattke), der sich in die anmutige Marie verliebt.
Familienvater Philippe (Wim Opbrouck), Gynäkologe, sieht seine Chance, Professor an der von den deutschen Besatzern unterstützten flämischen Universität zu werden. Mutter Virginie (Barbara Sarafian) versucht ihr Bestes, um ihre Familie zusammenzuhalten, aber der Krieg treibt sie auseinander.
Maries ältester Bruder Vincent (Matthieu Sys) kämpft aus Idealismus an der Front und wird dafür einen hohen Preis zahlen. Guillaume (Wietse Tanghe), ihr anderer Bruder, versucht zu desertieren, wird aber gegen seinen Willen trotzdem eingezogen.
Marie träumt davon, Ärztin zu werden, wird aber Krankenschwester an der Front. Dort findet sie schließlich die Kraft, die Welt und ihre Familie differenziert zu betrachten.

## Besetzung
| Schauspieler/Schauspielerin | Charakter               | Beschreibung                            | Ep. 1 | Ep. 2 | Ep. 3 | Ep. 4 | Ep. 5 | Ep. 6 | Ep. 7 | Ep. 8 | Ep. 9 | Ep. 10 |
| --------------------------- | ----------------------- | --------------------------------------- | ----- | ----- | ----- | ----- | ----- | ----- | ----- | ----- | ----- | ------ |
| Lize Feryn                  | Marie Boesman           | Tochter                                 | Ja    | Ja    | Ja    | Ja    | Ja    | Ja    | Ja    | Ja    | Ja    | Ja     |
| Wietse Tanghe               | Guillaume Boesman       | Jüngerer Bruder                         | Ja    | Ja    | Ja    | Ja    | Ja    | Ja    | Ja    | Ja    | Ja    | Ja     |
| Matthieu Sys                | Vincent Boesman         | Ältester Bruder                         | Ja    | Ja    | Ja    | Ja    | Ja    | Ja    | Ja    | Ja    | Ja    | Ja     |
| Barbara Sarafian            | Virginie Boesman        | Mutter                                  | Ja    | Ja    | Ja    | Ja    | Ja    | Ja    | Ja    | Ja    | Ja    | Ja     |
| Wim Opbrouck                | Philippe Boesman        | Vater                                   | Ja    | Ja    | Ja    | Ja    | Ja    | Ja    | Ja    | Ja    | Ja    | Nein   |
| Sven Mattke                 | Hans-Peter Breitlinger  | Deutscher Feldwebel                     | Ja    | Nein  | Ja    | Ja    | Ja    | Ja    | Ja    | Ja    | Ja    | Ja     |
| Jobst Schnibbe              | Gerolf Hoffman          | Deutscher Hauptmann                     | Nein  | Nein  | Ja    | Ja    | Ja    | Ja    | Ja    | Ja    | Ja    | Ja     |
| Joren Seldeslachts          | Ludovic Snyders         | Soldat                                  | Ja    | Ja    | Ja    | Ja    | Ja    | Ja    | Nein  | Nein  | Nein  | Nein   |
| Jonas Van Geel              | Leon Smets              | Soldat                                  | Nein  | Ja    | Ja    | Ja    | Ja    | Ja    | Ja    | Ja    | Ja    | Ja     |
| Jonas Vermeulen             | Kleine Jos              | Soldat                                  | Ja    | Ja    | Ja    | Ja    | Ja    | Ja    | Nein  | Ja    | Nein  | Nein   |
| Rilke Eyckermans            | Godelieve               | Dienstmädchen                           | Ja    | Ja    | Ja    | Ja    | Ja    | Ja    | Nein  | Nein  | Nein  | Nein   |
| Hilde Heijnen               | Jacoba Vos              | Dame                                    | Ja    | Ja    | Ja    | Ja    | Ja    | Ja    | Nein  | Ja    | Ja    | Ja     |
| Marc Van Eeghem             | Verbeke                 | Pastor                                  | Ja    | Ja    | Ja    | Ja    | Ja    | Ja    | Nein  | Ja    | Ja    | Ja     |
| Viv Van Dingenen            | Mathilde                | Dame                                    | Ja    | Ja    | Ja    | Ja    | Ja    | Ja    | Nein  | Ja    | Ja    | Ja     |
| Willy Thomas                | De Vreese               | Professor                               | Ja    | Ja    | Ja    | Ja    | Ja    | Ja    | Ja    | Ja    | Nein  |        |
| Ben Van den Heuvel          | Fonske                  |                                         | Ja    | Ja    | Ja    | Nein  | Nein  | Ja    | Nein  | Nein  | Nein  | Nein   |
| Tine Embrechts              | Schwester Blommaert     | Krankenschwester                        | Ja    | Ja    | Ja    | Nein  | Ja    | Ja    | Ja    | Ja    | Ja    | Ja     |
| Dayo Clinckspoor            | Gerard                  | Sohn des Kohlenbauers                   | Ja    | Nein  | Nein  | Ja    | Ja    | Ja    | Nein  | Nein  | Nein  | Nein   |
| Enea Kongs                  | Yvonne                  |                                         | Ja    | Ja    | Nein  | Nein  | Nein  | Nein  |       |       |       |        |
| Tom De Beckker              | John Woods              | Britischer Offizier                     | Ja    | Nein  | Nein  | Ja    | Ja    | Ja    | Ja    | Ja    | Nee   | Nee    |
| Hilde Van Mieghem           | Schwester Margaretha    | Krankenschwester                        | Nein  | Nein  | Nein  | Nein  | Nein  | Nein  | Ja    | Ja    | Ja    | Ja     |
| Mathijs Scheepers           | Poullet                 | Armeeskaplan                            | Ja    | Nein  | Nein  | Ja    | Nein  | Nein  | Ja    | Nein  | Nein  | Nein   |
| Simon Van Buyten            | Staf                    | Soldat                                  | Nein  | Nein  | Nein  | Nein  | Nein  | Nein  | Ja    |       | Ja    | Nein   |
| Boris Van Severen           | Rik                     | Soldat                                  | Ja    | Ja    | Ja    | Nein  | Nein  | Nein  | Nein  | Nein  | Nein  |        |
| Steven Boen                 | Eduard                  | Soldat                                  | Nee   | Nein  | Nein  | Ja    | Nein  | Nein  | Nein  | Nein  | Nein  | Nein   |
| Arno Moens                  | Hubert                  | Soldat                                  | Ja    | Nein  | Nein  | Nein  | Nein  | Nein  | Nein  | Nein  | Nein  | Nein   |
| Johan Knuts                 | Raymond                 |                                         | Nee   | Nee   | Nee   | Nein  | Nein  | Nein  |       |       |       |        |
| Jef Hoogmartens             | Omer                    | Soldat                                  | Nein  | Nein  | Nein  | Nein  | Ja    | Nein  | Nein  | Nein  | Nein  | Nein   |
| Arne Focketyn               | Maurice                 | Soldat                                  | Nein  | Nein  | Nein  | Nein  | Ja    | Nein  | Nein  | Nein  | Nein  | Nein   |
| Tibo Vandenborre            | De Pruim                |                                         | Nein  | Nein  | Nee   | Ja    | Ja    | Ja    |       |       |       |        |
| Chris Lomme                 | Geraldine               | Mutter von Virginie                     | Nein  | Ja    | Ja    | Nein  | Ja    | Nein  | Nein  | Nein  | Nein  | Nein   |
| Jurgen Delnaet              | Colle                   | Major                                   | Nein  | Nein  | Nein  | Nein  | Ja    | Ja    | Ja    | Ja    | Nein  | Nein   |
| Eliza Stuyck                | Anna                    |                                         | Nein  | Nein  | Nein  | Nein  | Nein  | Ja    |       | Ja    |       |        |
| Tine Roggeman               | Jozefien                |                                         | Nein  | Nein  | Nein  | Nein  | Nein  | Ja    |       |       |       |        |
| Tanya Zabarylo              | Celine                  |                                         | Nein  | Nein  | Nein  | Ja    | Nein  | Nein  |       |       |       |        |
| Liesa Naert                 | Bürgerin                |                                         | Ja    | Nee   | Nein  | Ja    | Ja    | Ja    | Nein  | Nein  | Nein  | Nein   |
| Elke Shari Van Den Broeck   | Hildegard               |                                         | Ja    | Nein  | Nein  | Nein  | Nein  | Nein  | Nein  | Nein  | Nein  | Nein   |
| Peter Thyssen               | Kamiel                  | Kohlenbauer                             | Ja    | Nein  | Nein  | Ja    | Ja    | Ja    | Nein  | Nein  | Nein  | Nein   |
| Dirk Van Dijck              | Henricus Van Cleemputte | Bürgermeister                           | Ja    | Nein  | Nein  | Ja    | Nein  | Ja    | Nein  | Nein  | Nein  | Nein   |
| Marijke Pinoy               | Suzanne Pelckmans       | Freiwillige Suppenverteilerin, Bürgerin | Ja    | Nein  | Nein  | Nein  | Nein  | Nein  | Ja    | Nein  | Nein  | Nein   |
| Steven Van Watermeulen      | Spieler                 |                                         | Nein  | Nein  | Ja    | Ja    | Ja    | Ja    | Ja    |       |       |        |
| Frank Focketyn              | Henri Pirenne           |                                         | Nein  | Ja    | Nein  | Nein  | Nein  | Nein  | Nein  |       |       |        |
| Sofie Joan Wouters          | Sarah                   |                                         | Nein  | Nein  | Nein  | Nein  | Nein  | Nein  | Ja    | Nein  | Ja    | Ja     |
| Tess Bryant                 | Ellen Lamotte           |                                         | Nein  | Nein  | Nein  | Nein  | Nein  | Nein  |       |       |       |        |
| Anne-Charlotte Bisoux       | Nathalie                |                                         | Nein  | Nein  | Ja    | Nein  | Nein  | Nein  |       |       |       |        |
| Elsa Houben                 | Madeleine               |                                         | Nein  | Nein  | Nein  | Nein  | Nein  | Nein  |       |       |       |        |
| Ariane Loze                 | Edith                   | Brieffreundin von Vincent Boesman       | Nein  | Nein  | Nein  | Nein  | Nein  | Nein  | Nein  | Nein  | Ja    | Nein   |
| Yves Degen                  | Emile Francqui          |                                         | Ja    | Ja    | Ja    | Ja    | Nein  | Nein  |       |       |       |        |
| Robbie Cleiren              |                         |                                         | Nein  | Ja    | Nein  | Nein  | Nein  | Nein  |       |       |       |        |
| Dominique Collet            | Frau in Gefängnis       |                                         | Nein  | Nein  | Nein  | Ja    | Nein  | Nein  | Nein  | Nein  | Nein  | Nein   |
| Stef Aerts                  | Karel Tavernier         | Soldat                                  | Nein  | Nein  | Nein  | Nein  | Nein  | Ja    | Ja    | Ja    |       |        |
| Pieter Piron                |                         | Soldat                                  | Nein  | Nein  | Nein  | Nein  | Nein  | Nein  | Nein  | Ja    | Nein  |        |
| Jeroen Lenaerts             |                         | Offizier                                | Nein  | Nein  | Nein  | Nein  | Nein  | Nein  | Nee   | Nein  | Ja    | Nein   |
| Flor Van Severen            | Student 1               | Student der Anatomie                    | Nein  | Nein  | Nein  | Nein  | Nein  | Nein  | Ja    | Nein  | Nein  | Nein   |
| Ezra Fieremans              | Student 2               | Student der Anatomie                    | Nein  | Nein  | Nein  | Nein  | Nein  | Nein  | Ja    | Nein  | Nein  | Nein   |
| Tim Ost                     | Deutscher Soldat        |                                         | Nein  | Nein  | Nein  | Ja    | Nein  | Nein  | Nein  | Nein  | Nein  | Nein   |
| Dario Rens                  | Student 3               | Student der Anatomie                    | Nein  | Nein  | Nein  | Nein  | Nein  | Nein  | Ja    | Nein  | Nein  | Nein   |
| Serge-Henri Valcke          | Richter Kriegsgericht   |                                         | Nein  | Nein  | Nein  | Nein  | Nein  | Nein  | Nein  | Nein  | Nein  | Ja     |

## Episoden
| Nr. (ges.) | Nr. (St.) | Originaltitel                | Erstausstrahlung | Zuschauer |
| --- | --------- | ---------------------------- | ---------------- | --------- |
| 1 | 1         | Juli - augustus 1914         | 12. Jan. 2014    | 1.686.465 |
| Die Geschichte beginnt im Sommer 1914 in Gent. Freunde der Familie Boesman genießen ein Hauskonzert, das Sohn Vincent und Tochter Marie geben. Marie träumt davon, Ärztin zu werden, aber ihr Umfeld hält dies für eine Frau für unmöglich. Durch die Zeitung kommt die Nachricht, dass der Krieg begonnen hat. Vater Philippe Boesman glaubt nicht, dass der Krieg Gent je erreichen wird. Soldaten müssen bereit sein, die Ehre des Landes zu verteidigen. Vincent und sein jüngerer Bruder Guillaume werden an die Front gerufen. Guillaume kann sich jedoch durch seinen Chef davon freistellen lassen. |           |                              |                  |           |
| 2 | 1         | September - Oktober 1914     | 19. Jan. 2014    | 1.437.473 |
| Maries beste Freundin Hildegard entpuppt sich als Flämin mit deutschen Vorfahren. Ihr Haus wird in Brand gesteckt und die Familie überlebt das Feuer nicht. Inzwischen fordert der Krieg noch mehr Opfer. Hubert, der Sohn von Jacoba Vos, ist der erste Tote an der Front. Auch Guillaume wird in der Zwischenzeit eingezogen. Er versucht mit einem Freund zu fliehen, aber beide werden jedoch gefasst und in ein Deserteurslager gebracht. Marie und ihre Mutter Virginie fliehen zu Virginies Mutter in die Niederlande. Doktor Boesman hofft immer noch, dass die Universität geöffnet bleibt, damit er Gynäkologiekurse geben kann. Am Ende der Folge sieht Doktor Boesman die Deutschen an seinem Haus vorbeimarschieren. Sie haben Gent erreicht. |           |                              |                  |           |
| 3 | 1         | Oktober - december 1914      | 26. Jan. 2014    | 1.662.283 |
| Hauptmann Gerolf Hoffmann und Feldwebel Hans-Peter Breitlinger besetzen das Boesman-Haus. Doktor Boesman geht auf alle Forderungen der Deutschen ein. Guillaume befindet sich derweil im Trainingslager in Frankreich. Einige Male gelingt ihm jedoch die Flucht in ein Haus in der Nähe, wo er von einer alleinerziehenden Mutter einen Schinken kauft, den er dann für einen höheren Preis an die anderen Soldaten verkauft. Als Marie und Virginie aus den Niederlanden zurückkehren, werden sie an der Grenze angehalten und ihre Kutsche wird beschlagnahmt. Sie müssen zu Fuß weiter. Als sie nach Hause zurückkehren, erwartet sie eine böse Überraschung: Die Deutschen haben ihr Haus besetzt. Virginie ist darüber nicht im Geringsten erfreut. Inzwischen rücken die Deutschen an der Front immer weiter vor, bis sie die Yser erreicht haben. Vincent ist jetzt in Nieuwpoort. Nachts werden die Schleusen geöffnet, um die Deutschen aufzuhalten. |           |                              |                  |           |
| 4 | 1         | December 1914 - Juni 1915    | 2. Feb. 2014     | 1.511.901 |
| Während des Weihnachtsfriedens verbrüdern sich Belgier und Deutsche an der Front. Marie möchte dem Widerstand helfen, betritt dabei aber gefährliches Terrain. Sie schmuggelt bei der Essensausgabe Briefe von Soldaten an der Heimatfront. Als die Deutschen ihr ihr Fahrrad wegnehmen, stößt Marie einen Soldaten, sodass er stürzt. Die Briefe werden nicht entdeckt, jedoch wird Marie eingesperrt. Doktor Boesman bittet Hauptmann Hoffman, sie freizulassen. Unterdessen nähern sich Marie und Hans-Peter weiter an. Bei dem Versuch, einen Kameraden zu retten, wird Vincent verwundet. Für seine Tapferkeit und Opferbereitschaft wird er zum Korporal befördert. Inzwischen taucht auch Guillaume an der Front auf. |           |                              |                  |           |
| 5 | 1         | Juni - September 1915        | 9. Feb. 2014     | 1.616.582 |
| Guillaume hat sich bei einem Gasangriff der Deutschen eine Hautverletzung zugezogen. Durch Zufall trifft er seinen Bruder in De Panne wieder. Vincent verliert derweil immer mehr seiner Soldaten an der Front. Marie geht im Widerstand noch einen Schritt weiter und schmuggelt geheime Dokumente außer Landes. Durch eine List fahren sie und ihre Mutter mit dem Zug zu ihrer Großmutter in die Niederlande. Als Virginie und ihre Großmutter diese Dokumente entdecken, sind sie entsetzt. Die Großmutter schlägt Marie sogar mit einem Stock. Virginie schafft es, ihr den Stock zu entwenden, aber ihre Mutter möchte sie und Marie nie wieder sehen. Um an der Universität unterrichten zu können, muss Doktor Boesman in seine Forschung investieren und beginnt sich intensiver mit Geschlechtskrankheiten auseinanderzusetzen. Deshalb lädt er Schwangere und junge Mütter zu sich nach Hause ein, wo er Prostituierte mit diesen Krankheiten untersucht. Die Universität bleibt jedoch auf unbestimmte Zeit geschlossen. In einem Wutanfall verletzt sich Doktor Boesman an den Röhrchen mit den Blutproben. |           |                              |                  |           |
| 6 | 1         | December 1915 - Oktober 1916 | 16. Feb. 2014    | 1.484.745 |
| Während Vincent ein hartes Leben in den Schützengräben führt, wagt sich Guillaume als Fahrer von Major Colle ins Abenteuer. Er ist bei den Sexpartys dabei, die sein britischer Kamerad John Woods organisiert. Hier lernt er auch Anna und Jozefien kennen, zwei junge Mädchen, die sich für hochrangige Offiziere prostituieren wollen. Doktor Boesman unterzeichnet zusammen mit einigen anderen prominenten Persönlichkeiten ein Manifest zur Eröffnung einer flämischen Universität in Gent, sehr zum Trotz von Virginie. Trotzdem beschließt sie, ihren Mann zu unterstützen und als Vorsitzende eines Ausschusses zurückzutreten. Hans-Peter und Marie kommen sich immer näher und gestehen sich ihre Liebe. Dennoch fühlt sich Hans-Peter von Marie benutzt, als er herausfindet, dass Marie für den Feind schmuggelt. Der Kohlenbauer, der den Schmuggel organisiert hatte, wurde festgenommen und starb, nachdem er während des Verhörs angegriffen worden war. Sein Sohn lebt noch. Marie hofft, dass er ihre Komplizenschaft verschweigt, beschließt aber schließlich zu fliehen. |           |                              |                  |           |
| 7 | 1         | Oktober 1916 - April 1917    | 23. Feb. 2014    | 1.493.021 |
| Marie wird an der belgisch-niederländischen Grenze festgenommen. Es wird entdeckt, dass sie einen gefälschten Reisepass hat (den Hans-Peter für sie besorgt hatte). Ihr gelingt jedoch die Flucht und der Grenzübertritt. Einige Zeit später kommt sie mit einem weiteren Flüchtling, Staf, auf einem Bauernhof an, dessen Besitzer die beiden bleiben lassen. Sie entdeckt, dass sie von Hans-Peter schwanger ist und führt eine Abtreibung mit einem heißen Kleiderbügel durch. Über die Farmer gelangt sie nach England, wo sie ein Studium der Krankenpflege beginnt. Sie trifft dort auch ihren Bruder Guillaume wieder. Guillaume lernt in England John Woods Familie kennen und verliebt sich in dessen Schwester, Sarah. In Gent wird entdeckt, dass Marie eine Spionin war. Hauptmann Hoffman gelingt es, die anderen Deutschen aus dem Boesman-Haus fernzuhalten. Außerdem berichtet er Hans-Peter, dass jemand unter den Deutschen Marie mit einem falschen Reisepass geholfen hat. Er verdächtigt Hans-Peter, sagt es aber nicht offen. Doktor Boesman wird Anatomieprofessor, bekommt aber immer mehr Widerstand durch seine Landsleute, weil er an einer sogenannten deutschen Universität arbeitet. An der Front bildet Vincent die flämischen Analphabeten aus. Da dies jedoch auf Niederländisch geschieht, wird er vom kommandierenden französischsprachigen Offizier heftig kritisiert. Als er und seine Kameraden von einem Angriff überrascht werden, müssen sie fliehen. Als Vincent einem verwundeten Soldaten helfen will, fällt er bewegungslos zu Boden. |           |                              |                  |           |
| 8 | 1         | April 1917 - November 1917   | 2. März 2014     | 1.496.792 |
| Vincent scheint nach dem Überraschungsangriff nur leicht verletzt zu sein, ist jedoch körperlich und psychisch total erschöpft. Marie hat ihre Ausbildung zur Krankenschwester abgeschlossen und landet in einem Feldlazarett. Die Schrecken des Krieges werden ihr erst jetzt so richtig bewusst. An der Universität benötigt man ein Diplom von Dr. Boesman. Allerdings stellt sich heraus, dass er seine damals letzte Prüfung nie bestanden hat und deshalb nicht an der Uni unterrichten darf, was ihn in eine Depression treibt. Guillaume ist zurück aus England. Als er sieht, wie seine Geliebte Anna von Major Colle missbraucht wird, schlägt Guillaume Colle zu Boden. Infolgedessen ist Guillaume auf den Partys nicht mehr willkommen und verliert seinen Job als Fahrer. Er beschließt, an die Front zurückzukehren. Sein bester Freund Jos will desertieren, wird aber erwischt und zum Tod durch eine Kugel verurteilt. Der letzte Schuss wird widerwillig von Guillaume abgefeuert. Vincent gerät im Rauschzustand mit 2 Wallonen in De Panne in Streit und wird dafür vorübergehend eingesperrt. Seine Schwester Marie trifft ihn hier und ermutigt ihn, weiterzukämpfen. Guillaume wird von John beim Liebesakt mit Anna erwischt. John ist wütend, dass Guillaume seine Schwester Sarah betrügt. Guillaume will John im Schützengraben klarmachen, dass Anna nur eine Affäre ist und dass er Sarah wirklich liebt. Dann werden sie angegriffen. |           |                              |                  |           |
| 9 | 1         | December 1917 - Juni 1918    | 9. März 2014     | 1.469.722 |
| Guillaume hat während des Angriffs, bei dem John getötet wurde, sein rechtes Bein verloren und wird für den Rest seines Lebens mit einer Beinprothese herumlaufen müssen. Als er Besuch von Sarah bekommt, gesteht er ihr seine Vergangenheit als Frauenheld, dass er während ihrer Verlobung eine andere Frau hatte und John es ihr sagen wollte. Trotzdem vergibt Sarah ihm. Vincent absolviert seine Offiziersausbildung. In der Zwischenzeit radelt er nach Alençon, Frankreich, um seine Brieffreundin Edith zu treffen. Als sich herausstellt, dass sie bereits verheiratet ist, ist Vincent außer sich und vergewaltigt sie. Als er wenig später wieder an der Front steht, wird er festgenommen. Im Feldlazarett trifft Marie Staf wieder. Er ist durch einen Gasangriff erblindet und hat eine schwere Form von Wundbrand an den Füßen. Entgegen dem Glauben der Ärzte ist Marie davon überzeugt, dass solche Verletzungen geheilt werden können und setzt alles daran, dies zu ermöglichen. Es stellt sich heraus, dass Staf in sie verliebt ist, aber als er herausfindet, dass sie bereits jemanden hat, reist er enttäuscht nach Südfrankreich zur Rehabilitation. Philippe geht es immer noch nicht gut, aber Virginie unterstützt ihn weiterhin. Für einen Moment scheint es gut zu laufen, als er plant, sich wieder aufzurappeln. Virginie erfährt, dass Hans-Peter und Marie ineinander verliebt sind. Hans-Peter wird von Hoffman an die Front geschickt, als dieser entdeckt, dass Hans-Peter Marie bei der Flucht geholfen hat. Kurz vor seiner Abreise verabschiedet sich Hans-Peter und bedankt sich bei Virginie für die gute Betreuung der vergangenen Jahre. Nachdem sie Hans-Peter alles Gute gewünscht hat, hört Virginie plötzlich ein lautes Geräusch. Als sie nachsehen geht, findet sie Philippe regungslos mit einer Schachtel Tabletten auf dem Boden. |           |                              |                  |           |
| 10 | 1         | Juli - September 1918        | 16. März 2014    | 1.580.926 |
| Vincent steht wegen der Vergewaltigung von Edith vor einem Kriegsgericht. Marie will ihrem Bruder um jeden Preis helfen und geht dafür gegen ihren Willen mit seinem Kommandanten ins Bett. Im Gegenzug gelingt es diesem, Vincent freizulassen. Vincent hatte Marie und Guillaume erzählt, dass er einvernehmlichen Sex mit Edith gehabt hatte und dass sie es danach wahrscheinlich bereut hatte; In einem Brief an Marie gesteht er jedoch seine Schuld. Die Schande nicht mehr ertragend, begeht er an der Front während der Schlussoffensive mit einer Granate Selbstmord. Mit dem toten Philippe und Hans-Peter an der Front ist Virginie allein mit Hoffman, der immer aggressiver wird. Jetzt, da das Ende des Krieges naht, spürt sie die Abneigung ihrer Landsleute, als ein Fenster ihres Hauses eingeschlagen und „Moffenhure“ auf ihre Fassade geschrieben wird. Als Hoffman versucht Virginie zu vergewaltigen versucht ihn der Pastor Verbeke aufzuhalten, wird aber von Hoffman überwältigt. Die wütende Virginie nimmt ein Kruzifix zur Hand und schlägt mit diesem auf Hoffmann ein, bis er tot zusammenbricht. Seinen Leichnam begräbt Virginie mit dem Pastor im Garten und verbrennt alle seine Habseligkeiten. Hans-Peter kommandiert viele junge, unerfahrene Soldaten an der Front. Er sieht, dass der Krieg fast vorbei ist und versucht, sich mit einigen seiner Soldaten zu ergeben. Sie werden jedoch von anderen Deutschen als Deserteure angesehen und beschossen, wobei einige von ihnen getötet werden. Als Hans-Peter mit den restlichen Überlebenden die belgischen Linien erreicht, macht er mit einer weißen Fahne deutlich, dass sie sich ergeben wollen. Aber auch hier werden sie von den Belgiern beschossen und Hans-Peter wird in den Bauch getroffen. Nach einer der Schlachten durchkämmt Marie alle Kriegsgefangenenlager in der Hoffnung, Hans-Peter zu finden. Schließlich findet sie ihn auf dem Schlachtfeld. In dem Glauben, er sei getötet worden, schreit sie vor Trauer auf. Es stellt sich jedoch heraus, dass Hans-Peter noch am Leben ist. Das letzte Bild zeigt Marie, wie sie Hans-Peter durch den Schlamm in Sicherheit schleppt. |           |                              |                  |           |

## Sehenswürdigkeiten
Nach jeder Folge wird im Abspann ein Ort gezeigt, der mit dem Ersten Weltkrieg in Belgien zu tun hat.
- Episode 1: In Flanders Fields Museum, Ypern
- Episode 2: Deutscher Soldatenfriedhof Vladslo, Vladslo
- Episode 3: Ganzepoot-Schleusenkomplex und König-Albert I.-Denkmal, Nieuwpoort
- Episode 4: Gedenkstätte Passchendaele 1917, Zonnebeke
- Episode 5: Dodengang, Ijzerdeich, Kaaskerke
- Episode 6: Essex Farm Cemetery (Britischer Soldatenfriedhof), Boezinge
- Episode 7: Yserturm, Diksmuide
- Episode 8: Lijssenthoek Military Cemetery (Britischer Soldatenfriedhof), Poperinge
- Episode 9: Todestrakt und Hinrichtungspfahl, Poperinge
- Episode 10: Menenpoort, Ypern